# La Mort de Cambyse
La Mort de Cambyse è un cortometraggio muto del 1909 diretto da Louis Feuillade.

## Produzione
Il film fu prodotto dalla Société des Etablissements L. Gaumont

## Distribuzione
Distribuito dalla Société des Etablissements L. Gaumont, uscì nelle sale cinematografiche francesi il 18 dicembre 1909. Negli Stati Uniti, uscì con il titolo Cambyses, King of Persia distribuito nel 1909 dalla Kleine Optical Company.